# Guerlédan (Côtes-d'Armor)
Pour les articles homonymes, voir Guerlédan.
Guerlédan est une commune nouvelle française située dans le département des Côtes-d'Armor en région Bretagne.
Elle est créée par la fusion, le 1er janvier 2017, des communes de Mûr-de-Bretagne et Saint-Guen, qui sont devenues ses communes déléguées.

## Géographie

### Description
Les sentiers de grande randonnée GR37 et GR341 passent à Guerlédan.
Guerlédan se trouve dans la Zone d'emploi de Pontivy-Loudéac et le bassin de vie de Loudéac.

### Communes limitrophes
|                         | Saint-Gilles-Vieux-Marché | Le Quillio                  |
| Caurel                  | Guerlédan                 | Saint-Caradec, Saint-Connec |
| Saint-Aignan (Morbihan) | Neulliac (Morbihan)       | Kergrist (Morbihan)         |

### Hydrographie
Pour un article plus général, voir Réseau hydrographique des Côtes-d'Armor.
La commune est située dans le bassin Loire-Bretagne. Elle est drainée par le Blavet, le canal de Nantes à Brest, la rigole d'Hilvern, le Lotavy, le Poulancre, le Toulhoët, le Pendelin, le Puro de l'Eau, le ruisseau du Guer, le Saint Guen et un autre petit cours d'eau,.
Le Blavet, d'une longueur de 149 km, prend sa source dans la commune de Bourbriac et se jette  dans le canal de Nantes à Brest en limite de Plélauff et de Gouarec, après avoir traversé 31 communes.  Les caractéristiques hydrologiques du Blavet sont données par la station hydrologique située sur la commune. Le débit moyen mensuel est de 10,5 m3/s. Le débit moyen journalier maximum est de 146 m3/s, atteint lors de la crue du 27 janvier 1995.
Le canal de Nantes à Brest est un canal, chenal et un estuaire et un cours d'eau naturel navigable, d'une longueur de 396 km. Il prend sa source dans la commune de Nort-sur-Erdre et se jette  dans la Loire à Nantes, après avoir traversé 82 communes. 
Le Rigole d'Hilvern, d'une longueur de 62 km, prend sa source dans la commune de Saint-Gonnery et se jette  dans l'Oust à Merléac, après avoir traversé huit communes. 
Le Lotavy, d'une longueur de 11 km, prend sa source dans la commune  et se jette  dans le canal de Nantes à Brest sur la commune, après avoir traversé quatre communes. 
Le Poulancre, d'une longueur de 15 km, prend sa source dans la commune de Saint-Gilles-Vieux-Marché et se jette  dans le canal de Nantes à Brest sur la commune. 
Deux plans d'eau complètent le réseau hydrographique : le lac de Guerlédan, d'une superficie totale de 295,4 ha (33,74 ha sur la commune) et le Trou de Pies (1,48 ha),. Le lac de Guerlédan a été créé par un barrage hydroélectrique construit en 1930 pour l’électrification du Centre-Bretagne, et se trouve sur la partie aménagée du fleuve côtier le Blavet appelée canal de Nantes à Brest. Une partie du lac est constituée par le ruisseau du Guer. Il sépare les Côtes-d'Armor du département du Morbihan.
L'ancienne carrière de Trévéjean, alimentée par des sources, est inondée par une eau de grande pureté qui lui a donné le surnom de « lagon bleu ». Son accès est dangereux et il est interdit d'y accéder et plus encore de s'y baigner,.

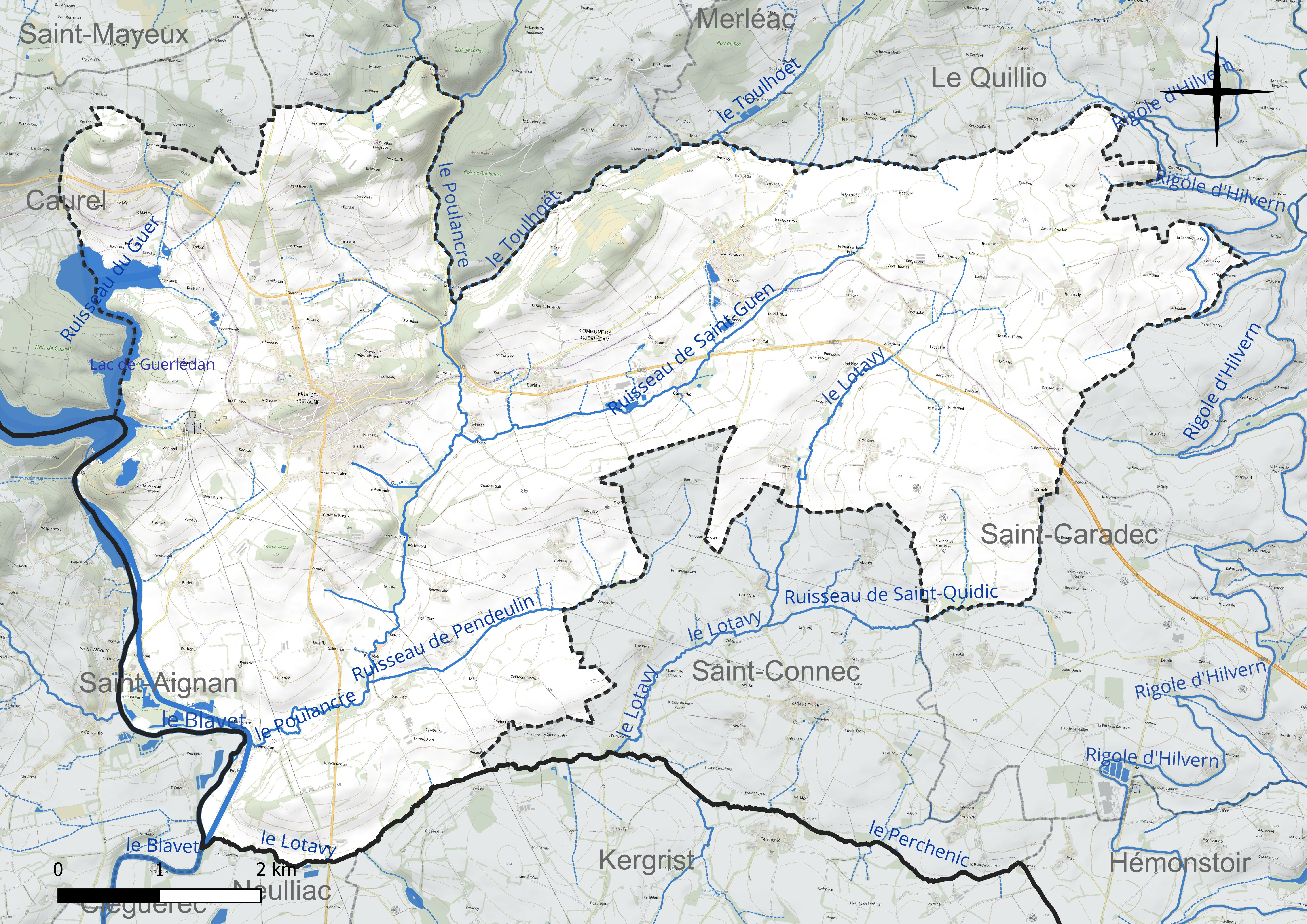
Réseau hydrographique de Guerlédan.

### Climat
Pour des articles plus généraux, voir Climat de la Bretagne et Climat des Côtes-d'Armor.
En 2010, le climat de la commune est de type climat océanique franc, selon une étude du Centre national de la recherche scientifique s'appuyant sur une série de données couvrant la période 1971-2000. En 2020, Météo-France publie une typologie des climats de la France métropolitaine dans laquelle la commune est exposée à un climat océanique et est dans la région climatique Finistère nord, caractérisée par une pluviométrie élevée, des températures douces en hiver (6 °C), fraîches en été et des vents forts. Parallèlement l'observatoire de l'environnement en Bretagne publie en 2020 un zonage climatique de la région Bretagne, s'appuyant sur des données de Météo-France de 2009. La commune est, selon ce zonage, dans la zone « Intérieur », exposée à un climat médian, à dominante océanique.
Pour la période 1971-2000, la température annuelle moyenne est de 10,9 °C, avec une amplitude thermique annuelle de 12 °C. Le cumul annuel moyen de précipitations est de 966 mm, avec 15,1 jours de précipitations en janvier et 6,9 jours en juillet. Pour la période 1991-2020, la température moyenne annuelle observée sur la station météorologique la plus proche, située sur la commune de Loudéac à 17 km à vol d'oiseau, est de 11,5 °C et le cumul annuel moyen de précipitations est de 922,6 mm,. Pour l'avenir, les paramètres climatiques de la commune estimés pour 2050 selon différents scénarios d'émission de gaz à effet de serre sont consultables sur un site dédié publié par Météo-France en novembre 2022.

## Urbanisme

### Typologie
Au 1er janvier 2024, Guerlédan est catégorisée bourg rural, selon la nouvelle grille communale de densité à 7 niveaux définie par l'Insee en 2022.
Elle est située hors unité urbaine et hors attraction des villes,.

## Toponymie
La commune nouvelle a choisi son nom en référence au lac de Guerlédan, principale attraction touristique locale, dont la base de plein air et l'un des campings sont situés sur son territoire. Ce choix a été contesté initialement par d'autres communes riveraines du lac,.
Le nom "Guerlédan" était à l'origine celui d'un hameau de la commune voisine de Saint-Aignan, au niveau duquel le Blavet s'évasait avant la construction du barrage.
L'étymologie du toponyme Guerlédan est discutée (grammatici certant). Différentes tentatives d'explications ont été avancées sur l'origine de Gwerledan. Celle qui est admise aujourd'hui est que le nom est formé du breton gwern désignant une aulnaie ou une zone humide voire marécageuse, qu'apprécie cette espèce arbustive, et de l'adjectif ledan, « large », Guerlédan étant « la large aulnaie ».

## Histoire

### Depuis 2017

#### La création de la commune nouvelle
La commune est née du regroupement des communes de Mûr-de-Bretagne et de Saint-Guen, qui deviennent des communes déléguées, le 1er janvier 2017. Son chef-lieu se situe à Mûr-de-Bretagne.
Dès la création de la commune nouvelle, son appellation fut contestée en justice par d'autres communes bordant le lac éponyme, s'estimant lésées par cette appropriation d'un nom touristiquement vendeur. La commune nouvelle revendiquait quant à elle l'héritage de l'ancienne Communauté de Communes de Guerlédan, dont elle représentait les trois quarts des habitants. Les tribunaux estimèrent le préjudice pour les autres communes non avéré et rejetèrent leurs recours.
Avant leur rapprochement, les deux communes avaient pris des chemins différents au moment de la dissolution de la Communauté de Communes de Guerlédan, Mûr-de-Bretagne se tournant vers Pontivy Communauté tandis que Saint-Guen optait pour la Cideral (future Loudéac Communauté). C'est finalement dans cette dernière que la commune nouvelle sera intégrée.

#### Le projet contesté de passerelle himalayenne
Un projet de construction d'une passerelle himalayenne permettant d'assurer la continuité du sentier piétonnier faisant le tour du lac voit le jour en 2020. Cette passerelle, située entre Saint-Aignan aux environs de la chapelle Sainte-Tréphine et le nord du bourg de Mûr-de-Bretagne, devait avoir 505 mètres de long, dont 445 mètres à 15 mètres au-dessus des eaux du lac. Ce projet est approuvé par les conseils départementaux des Côtes-d'Armor et du Morbihan, ainsi que par le conseil municipal de Guerlédan mais, à la suite d'un référendum local où le "non" l'emporte, rejeté par le conseil municipal de Saint-Aignan.

## Politique et administration

### Rattachements administratifs et électoraux
La commune se trouve depuis sa création dans l'arrondissement de Saint-Brieuc du département des Côtes-d'Armor (alors que l'ancienne commune de Mûr-de-Bretagne relevait de l'arrondissement de Guingamp).
Pour les élections départementales, la commune est le bureau centralisateur  du canton de Guerlédan
Pour l'élection des députés, elle fait partie de la troisième circonscription des Côtes-d'Armor.

### Intercommunalité
Guerlédan est membre de la communauté de communes dénommée Loudéac Communauté − Bretagne Centre, un établissement public de coopération intercommunale (EPCI) à fiscalité propre créé en 2017 et auquel la commune a transféré un certain nombre de ses compétences, dans les conditions déterminées par le code général des collectivités territoriales. L'ancienne commune de Saint-Guen était en effet membre de CIDERAL, l'une des intercommunalités dont la fusion a créé Loudéac Communauté − Bretagne Centre, alors que Mûr-de-Bretagne était auparavant membre de Pontivy Communauté.

### Liste des maires
| Période      | Période                       | Identité       | Étiquette | Qualité |
| ------------ | ----------------------------- | -------------- | --------- | --- |
| janvier 2017 | juin 2022,                    | Hervé Le Lu    | DVD       | musicien, joueur de bombarde du groupe Carré Manchot intervenant au pôle d’enseignement supérieur du spectacle vivant de Bretagne et Pays de Loire Maire de l'ex-commune de Mûr-de-Bretagne (2014 → 2016) Vice-président de la CA Loudéac Communauté − Bretagne Centre ( ? → 2022) Conseiller départemental de Guerlédan (2021 → 2022) Mort en fonction |
| juillet 2022 | En cours (au 13 juillet 2023) | Éric Le Boudec |           | Consultant en gestion de patrimoine |

### Communes déléguées
Les deux communes dont la fusion a créé la commune nouvelle de Guerlédan sont devenues ses communes déléguées.
Après la mort d'Hervé Le Lu, le conseil municipal de la commune nouvelle a désigné Eric Le Boudec, maire de Guerlédant, maire délégué de Mur-de-Bretagne et a réélu Mickaël Dabet comme maire délégué de Saint-Guen.

### Jumelages
Sarria (Espagne) depuis 1998

## Équipements et services publics
Un équipement France services est implanté depuis 2022 dans les locaux  de la cyber-commune de l’espace culturel Alain Auffret. Il offre un accompagnement pour  les démarches en ligne auprès de la CAF, l’assurance maladie, la MSA, l’AGIRC-ARRCO, Pôle Emploi, la caisse de retraite, les impôts, la Poste, les services des ministères de l’Intérieur, de la Justice, de la Direction Générale des Finances,.
Un petit marché forain a lieu le vendredi après-midi aux halles et autour de l'église de Mûr de Bretagne.

### Enseignement
- À la rentrée 2021, 51 enfants sont scolarisés dans deux classe bilingues, l'une maternelle et l'autre primaire. La création d'une troisième classe est revendiquée par l'association gestionnaire et la municipalité[49].

### Santé et solidarité
Une maison de santé est implantée à Guerlédan.
La commune accueille une petite maison de retraite.

## Population et société

### Démographie
La population des anciennes communes puis de la commune nouvelle est connue par les recensements menés régulièrement par l'Insee. Ces chiffres concernent le territoire de l'actuelle commune nouvelle.
En 2025, la commune nouvelle comptait 2 528 habitants.
| 1968  | 1975  | 1982  | 1990  | 1999  | 2009  | 2014  | 2020  |
| ----- | ----- | ----- | ----- | ----- | ----- | ----- | ----- |
| 2 686 | 2 608 | 2 526 | 2 499 | 2 552 | 2 562 | 2 501 | 2 467 |

### Manifestations culturelles et festivités
L'association Sons de Bretagne organise les séries de concerts Sons de Bretagne et d’ailleurs, de l’Ouest à Guerlédan dont l'édition 2023 débute fin juin 2023.

### Sports et loisirs
Guerlédan est la ville d'arrivée de la 6e étape du Tour de France 2018 (Brest – Mûr-de-Bretagne - Guerlédan). Les coureurs entrent dans un circuit final et grimpent la côte de Mûr-de-Bretagne à deux reprises. L'irlandais Dan Martin s'impose devant le français Pierre Latour et l'espagnol Alejandro Valverde.
La ville accueille une nouvelle fois l'arrivée d'un étape lors de la 2e étape du Tour de France 2021 (Perros-Guirec – Mûr-de-Bretagne - Guerlédan). De nouveau, les coureurs entrent dans un circuit final et grimpent la côte de Mûr-de-Bretagne à deux reprises. Lors du deuxième passage, ils arrivent au pied de la côte par la N164 et doivent débuter l'ascension à faible vitesse.
Guerlédan à également accueillie différent Tournoi International de foot en Jeune Catégorie Masculine et Féminine en 2022 et 2023.

## Culture locale et patrimoine

### Lieux et monuments
- La chapelle Sainte-Suzanne de Mûr-de-Bretagne,  dotée d'une voûte peinte, qui en fait l’une des plus belles chapelles de Bretagne, est classée aux monuments historiques depuis le 4 juin 1952, et est entourée de chênes séculaires peints vers 1840-1850 par Camille Corot[54].
Elle bénéficie de crédits restauration provenant du loto du patrimoine[55].

- Église Saint-Pierre, difiée entre 1873 et 1881 : à l'intérieur, autels et chaires sculptés par un artiste local. Sur la chaire, les panneaux sculptés représentent les sept péchés capitaux. L'église est dotée depuis 2022 d'un petit orgue anglais datant de 1903, et  issu d’une chapelle désaffectée[56],[57]. Sa toiture est refaite en 2022[58].

- L'allée couverte de Coët Correc, classée au titre des monuments historiques le 8 novembre 1956[59].
- Château de La Roche-Guéhennec.
- Chapelle Saint-Elouan de Saint-Guen.
- Chapelle Saint-Pabu de Saint-Guen.
- Église paroissiale Sainte-Marie-Madeleine de Saint-Guen.

### Patrimoine naturel
- Barrage et Lac de Guerlédan[60].
- Base de plein air et de loisirs de Guerlédan.

## Pour approfondir